# ألبالاتي دي ثوريتا
بلدية ألبالاتي دي ثوريتا (بالإسبانية: Albalate de Zorita) هي بلدية تقع في مقاطعة غوادالاخارا التابعة لمنطقة كاستيا لا مانتشا وسط إسبانيا.

## الديموغرافيا
بلغ عدد سكان بلدية ألبالاتي دي ثوريتا 1.125 نسمة عام 2011 (وفقاً للمعهد الوطني الإسباني للإحصاء).
| 1.010 | 936 | 864 | 929 | 1.052 | 1.087 | 1.125 |